# Waldmünchen
Waldmünchen (tradotto: Monaco in bosco) è un comune tedesco di 7 157 abitanti, situato nel land della Baviera e 4 chilometri dal confine alla Repubblica Ceca. Si trova 18 km a nordi di Cham, e 18 km sud-ovest di Domažlice (Repubblica Ceca).